# Ramón Fonseca Mora
Ramón Fonseca Mora, né le 14 juillet 1952 à Panama où il meurt le 8 mai 2024, est un homme politique, avocat et écrivain panaméen. Avec  Jürgen Mossack, avocat panaméen d'origine allemande, il est le cofondateur du cabinet panaméen Mossack Fonseca.

## Biographie
Éclaboussé lors de l'opération Lava Jato et du scandale brésilien Petrobras, où sa société Mossack Fonseca est dénoncée comme servant à blanchir l'argent de la corruption, il démissionne le 11 mars 2016 de ses fonctions de président du parti au pouvoir Panameñista et de ministre conseiller du président Juan Carlos Varela, afin de « défendre son honneur, son entreprise et son pays ».
En avril 2016, il fait la une des médias internationaux en raison de la divulgation de milliers d'entreprises offshore créées par son entreprise, à l'occasion de l'affaire Panama Papers.
Le 20 octobre 2020, les procureurs de Cologne, en Allemagne, ont émis des mandats d'arrêt internationaux contre Fonseca et son associé juridique d'origine allemande, Jürgen Mossack. Les accusations portées contre eux incluent la complicité d'évasion fiscale et la formation d'une organisation criminelle, l'entreprise étant considérée comme un élément central de l'enquête.

## Œuvres littéraires
Ramón Fonseca Mora est également un romancier primé. Il a écrit quatre romans, ainsi que des pièces de théâtre et des nouvelles.
Il a été récompensé deux fois par le prix Ricardo Miró, la plus haute distinction littéraire du Panama, pour ses romans La danza de las mariposas (1994) et Soñar con la ciudad (1998).
En plus de ses œuvres littéraires, Fonseca Mora a également publié des ouvrages sur le droit, tels que Las cortes internacionales de justicia (1976), Reflexiones de derecho judicial (1977) et Compañías panameñas (1985).
Son œuvre Míster Politicus (2012) décrit les processus embrouillés que les fonctionnaires sans scrupules utilisent pour acquérir du pouvoir et réaliser leurs ambitions détestables.